# Macrothemis newtoni
Macrothemis newtoni är en trollsländeart som beskrevs av Costa 1990. Macrothemis newtoni ingår i släktet Macrothemis och familjen segeltrollsländor. Inga underarter finns listade i Catalogue of Life.